# Ticherra staudingeri
Ticherra staudingeri är en fjärilsart som beskrevs av Druce 1895. Ticherra staudingeri ingår i släktet Ticherra och familjen juvelvingar. Inga underarter finns listade i Catalogue of Life.